# Pseudopleminia castanea
Pseudopleminia castanea är en insektsart som först beskrevs av Brunner von Wattenwyl 1895.  Pseudopleminia castanea ingår i släktet Pseudopleminia och familjen vårtbitare. Inga underarter finns listade i Catalogue of Life.